# Callerinnys rubridisca
Callerinnys rubridisca är en fjärilsart som beskrevs av Alfred Ernest Wileman 1911. Callerinnys rubridisca ingår i släktet Callerinnys och familjen mätare. Inga underarter finns listade i Catalogue of Life.